# Aleksander Jermołow
Aleksander Jermołow – rosyjski wojskowy, jeden z faworytów Katarzyny II.
Był podoficerem Siemonowskiego pułku gwardii. Został wprowadzony do łożnicy carowej dzięki protekcji Grigorija Potiomkina. Szybko rozpoczął snucie intryg przeciwko swemu niedawnemu patronowi. Zarzucał mu rozrzutność i częste okłamywanie imperatorowej. W efekcie feldmarszałek zażądał oddalenia konkurenta. Jermołow otrzymał rozkaz opuszczenia Rosji na trzy lata.
Za świadczone przez siebie usługi otrzymał stopień generała-majora oraz przeszło pół miliona rubli.
Został też odznaczony Orderem Orła Białego przez króla polskiego Stanisława Augusta Poniatowskiego.